# 폭나무
폭나무(학명: Celtis biondii)는 느릅나무과 팽나무속에 속하는 갈잎큰키나무이다.
한국 남부 지방에서 주로 자라며 중국·일본 등지에서도 자란다. 나무껍질은 회색이다. 잎은 어긋나며 거꾸로 된 넓은 달걀 모양이거나 타원 모양으로 잎 끝이 갑자기 좁아져서 꼬리처럼 길어진다. 산팽나무 잎보다 잎 끝이 훨씬 길다. 꽃은 팽나무와 비슷하게 어린 가지의 잎 겨드랑에 달리지만, 형태는 낙엽활엽 소교목이다. 열매는 핵과로 구형이며 과경은 갈색 털이 많고 길이 8~15mm이며 10월에 검게 익는다.